# كاثرين غوندا
كاثرين غوندا (بالإنجليزية: Catherine Gund)‏ هي منتجة أفلام ومخرجة أسترالية، ولدت في 1965 في ملبورن في أستراليا.

## وصلات خارجية
- كاثرين غوندا على موقع IMDb (الإنجليزية)
- كاثرين غوندا على موقع ألو سيني (الفرنسية)
- كاثرين غوندا على موقع قاعدة بيانات الفيلم (الإنجليزية)